# Loomis (California)
Loomis, fundado en 1984, es un pueblo ubicado en el condado de Placer, en el estado estadounidense de California. En el año 2000 tenía una población de 6.260 habitantes y una densidad poblacional de 329,5 personas por km².

## Geografía
Loomis se encuentra ubicado en las coordenadas 38°53′14″N 121°17′46″O / 38.88722, -121.29611. Según la Oficina del Censo, la ciudad tiene un área total de 19 km² (7,3 mi²), de la cual 19 km² (7,3 mi²) es tierra y 0 km² (0 mi²) (0%) es agua.

## Demografía
Según la Oficina del Censo en 2000 los ingresos medios por hogar en la localidad eran de $60.444, y los ingresos medios por familia eran $64.837. Los hombres tenían unos ingresos medios de $50.458 frente a los $31.140 para las mujeres. La renta per cápita para la localidad era de $30.384. Alrededor del 3,4% de la población estaban por debajo del umbral de pobreza.